# Menophanes
Menophanes (griechisch Μηνοφάνης) war ein antiker griechischer Bildhauer.
Menophanes, Sohn eines Lysanias, stammte aus Sinope. Er arbeitete in der ersten Hälfte des 1. Jahrhunderts v. Chr. in Halikarnassos. Er ist heute nur noch aufgrund der Signatur auf einem in Bitez gefundenen Grabdenkmal bekannt. Der Inschriftenstein befindet sich heute im Museum von Bodrum. Menophanes ist neben den im 3. Jahrhundert v. Chr. tätigen Bildhauern Euandros und Klerias der einzige weitere bekannte Bildhauer der Antike, der aus Sinope stammte.